# Ханна Бан
Ханна Бан (англ. Hannah Bahng) — австралійська співачка південнокорейського походження під власною компанією Bahng Entertainment. Вона дебютувала 14 липня 2023 року з першим сингл альбомом «perfect blues».